# Kadapa (dystrykt)

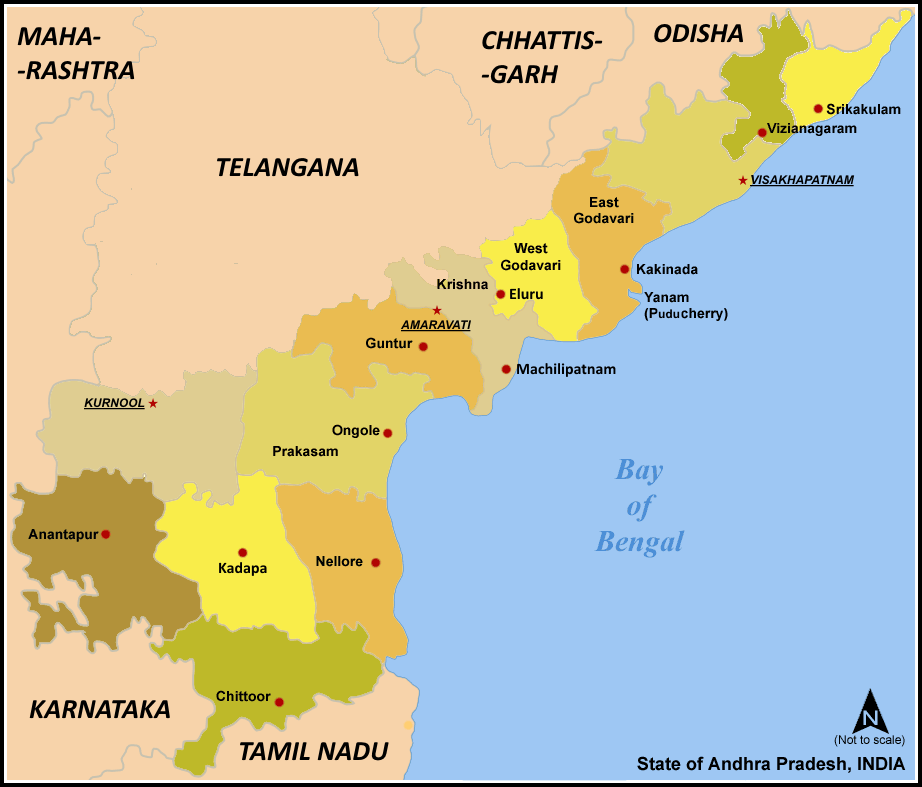
Dystrykty Stanu Andhra Pradesh.

Kadapa (dystrykt) – jeden z dwudziestu trzech dystryktów indyjskiego stanu Andhra Pradesh, o powierzchni 15 400 km². Populacja tego dystryktu wynosi 2 592 048 osób (2004). Stolicą jest Kadapa.

## Położenie
Południowy dystrykt stanu, graniczący od zachodu z Anantapur, na północy z Karnulu i Prakasam, na wschodzie z Nellore a od południa z Chittoor.